# Эстемирова, Наталья Хусаиновна
Ната́лья Хусаи́новна Эстеми́рова (28 февраля 1958, Камышлов, Свердловская область — 15 июля 2009, Гази-Юрт, Ингушетия) — российская правозащитница, журналистка, сотрудница представительства правозащитного центра «Мемориал» в Грозном. Её убийство 15 июля 2009 года вызвало общественный и политический резонанс.

## Биография

### Детство
Наталья Эстемирова родилась в городе Камышлове Свердловской области. Её отец, Хусейн Эстемиров, чеченец, в детстве был депортирован вместе со своей семьёй из чеченского села Ишхой-Юрт в Казахстан. В 1950-е годы чеченцам было разрешено выезжать из Казахстана, и Хусейн Эстемиров, оказавшись волею судьбы на Урале, повстречал там Клавдию Михайловну Агееву, мать Натальи, которая была из русской семьи. Женившись, они остались жить в Камышлове, где у них родились четыре дочери, из которых Наталья была старшей. Она очень любила читать книги. В Камышлове Наталья окончила среднюю школу и педагогическое училище по профессии преподавателя младших классов.

### Последующая учёба и работа
Окончила исторический факультет Чечено-ингушского государственного университета в Грозном. До 1998 года работала учителем истории в грозненской школе № 7, затем занялась правозащитной и журналистской деятельностью. В начале второй чеченской войны работала в Грозном, с 2000 года — сотрудница представительства Правозащитного центра «Мемориал» в Грозном. Собирала информацию о пострадавших во время обстрела на грозненском рынке совместно с Полиной Жеребцовой.
В 2004 году была удостоена премии «Правильная жизнедеятельность» на церемонии в здании Шведского парламента. В 2005 году Европейская народная партия — Европейские демократы наградила Эстемирову и председателя Мемориала Сергея Ковалёва медалью имени Робера Шумана. В 2007 году Инициатива Нобелевских Женщин вручила Эстемировой «Награду Анны RAW in WAR».
В 2009 году стала лауреатом премии Московской Хельсинкской группы в области защиты прав человека (посмертно).
Наталья Эстемирова входила в Комиссию по условиям содержания в местах лишения свободы. Её сторонники считают, что она вела борьбу с фальсификацией уголовных дел, посещая следственные изоляторы, активно боролась с практикой пыток, вела расследования похищений и внесудебных казней.

## Семья
Отец был чеченцем из села Ишхой-Юрт Гудермесского района Чечни. Мать — русская.
Вдова. По словам её подруги, журналистки Марины Литвинович, её мужа давно убили.
У погибшей осталась 15-летняя дочь Лана Сайдаминовна Эстемирова (род. 1994). 3 августа 2009 года правозащитниками центра «Мемориал» был организован сбор пожертвований в её пользу, так как она осталась круглой сиротой. Затем Лана уехала на учёбу в Великобританию. Там она закончила Лондонскую школу экономики и политики. Её специальность — международные отношения. Она вышла замуж и живёт в Великобритании, сотрудница фонда Justice for Journalists. В 2019 году Лана Эстемирова написала книгу воспоминаний о жизни с матерью.
Сестра — Светлана Хусаиновна Эстемирова, проживает (2022) в Екатеринбурге.

## Убийство

### Обстоятельства
По сообщению руководителя московского бюро Human Rights Watch Татьяны Локшиной, Эстемирову похитили 15 июля 2009 года возле её дома в Грозном около 8:30 утра. Её коллеги по правозащитной деятельности подняли тревогу, когда она не пришла на заранее оговорённую встречу, приехали к дому, нашли и опросили свидетелей. По данным коллег погибшей, «два свидетеля видели с балкона, как на улице Богдана Хмельницкого в Грозном, где проживала Эстемирова, её затолкнули в белый автомобиль марки ВАЗ, она успела крикнуть, что её похищают».
На следующий день пресс-секретарь следственного комитета прокуратуры России Владимир Маркин сообщил, что тело женщины с пулевыми ранениями в голову и грудь было обнаружено 15 июля в 16:30 (по данным МВД Ингушетии — в 17:20) по московскому времени в лесополосе в 100 метрах от федеральной автодороги «Кавказ» вблизи села Гази-Юрт Назрановского района Ингушетии. В её сумке находились паспорт, удостоверение члена экспертного совета аппарата уполномоченного по правам человека РФ по Чеченской республике и мандат общественного наблюдателя комиссии по общественному контролю в местах принудительного содержания на имя Натальи Эстемировой.

### Общественный резонанс
Председатель совета ПЦ «Мемориал» Олег Орлов обвинил главу Чечни в том, что тот угрожал правозащитнице: 
Рамзан Кадыров лично ей угрожал в личном разговоре, когда он её выгонял с поста руководителя Общественного совета Грозного.
 По его информации, 
одно из последних сообщений Натальи Эстемировой было о том, что кадыровцы в селе Ахкинчу-Борзой похитили людей, а потом одного из них публично посреди села расстреляли. В частности, это сообщение и вызвало сильный гнев наверху, в руководстве Чеченской республики и лично у Рамзана Кадырова.

Согласно официальному заявлению «Мемориала», 
в России творится государственный террор. Мы знаем об убийствах в Чечне и за пределами Чечни. Убивают тех, кто пытается говорить правду, критиковать власть. Рамзан Кадыров сделал невозможной работу правозащитников в Республике. Те, кто убил Наталью Эстемирову, хотели прекратить поток правдивой информации из Чечни.
 17 июля правозащитная организация «Мемориал» решила временно приостановить свою работу в Чечне из-за этого события.

По мнению главного редактора «Новой газеты» Дмитрия Муратова, это политическое убийство: 
Всем, кто знал Наталью Эстемирову, известно, что она не занималась бизнесом, не разруливала какие-то сомнительные истории. У неё была одна мотивация — право человека на жизнь, человеческое достоинство. Её волновали эти старомодные вещи, от которых морщатся наши кремлёвские, белодумовские и разные другие правители. Наталья Эстемирова всерьёз считала жизнь человека намного важнее, чем интересы государства.
 Подтверждая свою точку зрения, Дмитрий Муратов пересказал последний свой диалог с Эстемировой: 
Наташа, валить, срочно валить. Никто не поможет. У них уже больше нет никаких ограничителей, ничего нет. Просто валить, тебе нужно срочно валить оттуда. Она сказала, что это понимает.

Министр иностранных дел Франции Бернар Кушнер осудил убийство правозащитницы: 
Я с ужасом узнал об убийстве Натальи Эстемировой. Франция со всей решительностью осуждает это ужасное убийство.
 Он потребовал сделать всё возможное для того, чтобы найти и осудить убийц.

Представитель шведского председательствования в Евросоюзе министр иностранных дел Швеции Карл Бильдт сказал: 
Мы осуждаем этот жестокий акт и призываем власти попытаться найти ответственных и сделать для этого все необходимое.
Заявление с призывом найти и наказать убийц выпустил Совет национальной безопасности США.

### Реакция властей
По словам пресс-секретаря Натальи Тимаковой, президент России Дмитрий Медведев «выразил возмущение этим убийством и дал поручение главе Следственного комитета при прокуратуре РФ (СКП РФ) Александру Бастрыкину принять все необходимые меры для расследования убийства… Очевидно, что это умышленное убийство может быть связано с правозащитной деятельностью Натальи Эстемировой». «Тем жёстче должно быть наказание преступникам», — подчеркнула пресс-секретарь президента. Президент также выразил соболезнование родным и близким Эстемировой.
Президент России Дмитрий Медведев связал убийство Эстемировой с её активной правозащитной деятельностью.
Комментируя убийство Эстемировой, президент Чечни Рамзан Кадыров назвал его «чудовищным» и заявил, что будет лично контролировать поиски преступников. По его словам, будет проведено и неофициальное расследование, «в соответствии с традициями чеченцев». Рамзан Кадыров также категорически опроверг заявления Олега Орлова, лично позвонив ему и указав, что «вам будет стыдно, когда это окажется неправдой. Вы не прокурор и не следствие, чтобы делать такие заявления».

### Ход расследования
15 июля 2009 года по факту произошедшего с правозащитницей было возбуждено два уголовных дела: в Чечне — по статье «похищение человека», а в Ингушетии — по статьям «убийство» и «незаконный оборот оружия». По информации газеты «Комсомольская правда», 16 июля 2009 года они были объединены в одно дело, которое передано в Главное следственное управление СКП РФ по Южному федеральному округу. Основным мотивом убийства называется правозащитная деятельность Эстемировой.
По данным на июль 2011 года основной версией убийства Натальи Эстемировой следствие считает месть чеченских боевиков банды Ислама Успахаджиева, по состоянию на июль 2013 года Следственный комитет сообщает, что расследование продолжается и «Следователи абсолютно уверены, что к совершению этих преступлений причастен Алхазур Башаев (…) Следователи убеждены и в том, что мотивом этих преступлений стала месть за публикации Эстемировой»; по словам же руководителя правозащитного центра «Мемориал» А. Черкасова, «следствие приостановлено, то есть, ни живо, ни мертво».
Сестра убитой Светлана Эстемирова в 2011 году подала жалобу в ЕСПЧ против России. В конце августа 2021 года Европейский суд по правам человека вынес вердикт относительно убийства Натальи Эстемировой: суд признал нарушение в части отсутствия надлежащего расследования. Однако то, что Эстемирова была похищена представителями государства и что государство причастно к её убийству, суд счёл недоказанным.

## Память
16 июля 2009 года в Грозном состоялась церемония прощания с Натальей Эстемировой, на которой присутствовало от 100 до 500 человек. После этого Наталья Эстемирова была похоронена в селе Ишхой-Юрт Гудермесского района Чечни.
В Москве в Новопушкинском сквере и в Санкт-Петербурге на Троицкой площади в этот же день прошли пикеты, посвящённые памяти погибшей правозащитницы.
17 июля 2009 года в Париже на площади Сан-Мишель состоялся митинг памяти убитой правозащитницы. Собралось порядка 150 человек.
8 июля 2010 года в Независимом пресс-центре в Москве прошла пресс-конференция «Расследование убийства Натальи Эстемировой: вопросы к следствию».
15 июля 2010 года Эстемирову вспоминали по всему миру. На сайте «Мемориала» размещена информация о некоторых из прошедших акций.
15 июля 2011 года акции памяти Эстемировой прошли в Москве, Назрани, Екатеринбурге, Мюнхене и других городах. Коллеги убитой правозащитницы — сотрудники «Мемориала», FIDH и журналисты «Новой газеты» — презентовали в Москве доклад «Два года после убийства Натальи Эстемировой: следствие идёт по ложному пути».